# 喬丹·希克斯
喬丹·麥金利·希克斯（英語：Jordan McKinley Hicks，1996年9月6日—），為美國職棒大聯盟的投手，目前效力於波士頓紅襪，他先前曾效力於紅雀、藍鳥與巨人等隊。
希克斯以快速火球著稱，生涯曾飆出接近時速105英里(約時速169公里)的快速球。

## 職業生涯

### 聖路易紅雀
2018年，希克斯受邀參加春訓。儘管他從未在高階1A以上的層級投球，他依舊在3月29日完成大聯盟初登板。該場比賽，他的快速球均速來到時速100英里(約時速161.6公里)。4月21日，他拿下大聯盟首勝。
5月20日，他在比賽中投出時速105英里(約時速169公里)的快速球，和阿羅魯迪斯·查普曼並列歷史第一。他的四縫線快速球和伸卡球的均速都有時速100英里以上的水準。整季他拿下3勝4敗，防禦率3.59。
2019年，希克斯成為球隊終結者。6月25日，他因為尺骨附屬韌帶斷裂而進行湯米約翰手術，導致他剩餘球季報銷。整季他拿下2勝2敗，防禦率3.14。2020年，希克斯宣布跳過整個賽季。
2021年3月14日，希克斯在春訓中面對大都會的Luis Guillorme，兩人對決過程耗了22球，最後希克斯投出保送，而這也是春訓史上最多球的一次投打對決。5月，他因為右手肘發炎進入傷兵名單。2022年3月22日，他與球隊簽下1年937500美元的延長合約。4月6日，他接替傑克·弗萊赫提成為球隊5號先發。
2023年1月13日，希克斯與紅雀續簽1年183萬7500美元的合約。

### 多倫多藍鳥
2023年7月30日，紅雀將希克斯交易到藍鳥，換來Adam Kloffenstein和Sem Robberse。他是藍鳥隊史自2010年後首位穿上12號球衣的人。因為球隊原本在2011年將羅伯托·阿勒瑪的12號球衣永久退休，但後來阿勒瑪爆發性醜聞，退休號碼也遭到撤銷。球季結束後，希克斯成為自由球員。

### 舊金山巨人
2024年1月18日，希克斯與巨人簽下4年4,400萬美元的合約。

## 個人生活
希克斯在高一時就罹患第一型糖尿病，而他本人是休士頓太空人的球迷。

## 外部連結
- 球員資訊和成績在MLB ，ESPN ，Retrosheet ，Baseball Reference ，Baseball Reference (Minors) ，Fangraphs，The Baseball Cube （英文）